# Ambonees (taal)
Het Ambonees of het Ambonees Maleis is een op Maleis gebaseerde Creoolse taal die gesproken wordt op de Molukse eilanden Ambon en Ceram en enkele andere Molukse eilanden. Het is een lingua franca in het centrale deel van de Molukken en wordt door veel mensen daarom ook als een tweede taal gesproken.

## Invloeden en verwantschap
Het Ambonees is gebaseerd op het Maleis en heeft grote invloeden van het Nederlands en het Portugees. Daarnaast hebben ook de omliggende lokale Centraal-Molukse talen invloed gehad op de woordenschat en de grammaticale structuren. De taal staat bekend om zijn melodieuze zinsintonatie. Moslim en christelijke sprekers hebben de neiging om verschillende keuzes te maken betreffende hun woordenschat.
Het Bandanees Maleis en het Ternataans Maleis zijn meer aan het Maleis verwant en worden door taalkundigen niet geclassificeerd als een Creoolse taal, ook al kennen ook deze talen invloeden van andere talen.

## Geschiedenis
Het Ambonees is bekend vanaf de zeventiende eeuw. De taal is door Pasar-Maleis sprekende handelaren uit het westen van de Indische Archipel naar Ambon gebracht en de taal ontwikkelde zich verder toen de Nederlanders de Molukken hadden gekoloniseerd. Het was de eerste maal dat een vorm van het Maleis met het latijns schrift werd geschreven en de taal werd gebruikt door de zendelingen in het oosten van het toenmalige Nederlands-Indië. Het Ambonees werd onderwezen in scholen en kerken op Ambon, waardoor het zich verspreidde als lingua franca.

## Sprekers
Het Ambonees wordt als moedertaal door zo'n 250.000 mensen gesproken, niet alleen op de Molukse eilanden, maar ook door de Molukse diaspora in Nederland.
Voor de christelijke sprekers van het Ambonees is de taal hun moedertaal, terwijl moslims het als hun tweede taal gebruiken. Op de Lease-eilanden wordt de taal gesproken door de christelijke bewoners van deze eilanden. Het Ambonees is ook een lingua franca geworden van de eilanden Buru, Ceram, Gorong en de zuidwestelijke Molukken, echter spreekt men daar deze creoolse taal wel met een verschillend accent.
Sprekers van het Ambonees in de Molukken gebruiken ook steeds vaker Indonesisch, vooral in de hoofdstad Ambon.

## Voorbeelden
Enkele Ambonese woorden:
- Beta = Ik
- Ose, Ale = jij ("ose" is afgeleid van het Portugese "voce", ale is iets beleefder)
- Akang = (mag) het
- Katong = wij (verkorte vorm van "kita orang")
- Dong = zij, ze (verkorte vorm van "dia orang")
- Kamong, kamorang = jullie (verkorte vorm van "kamu orang")
- Antua = hij, zij (beleefde vorm)
- iyo = ja
- seng = nee
- bakubae = goedmaken
- par, for = voor
- baku = elkaar
- pi(gi) = gaan
- dangke = bedankt
- amato = goede reis/tot ziens
- bagai mana = hoe gaat het? \ alles goed
- bae = goed
- pante = strand
- laut = zee
- panta = kont
- kadera = stoel
- bakudapa = ontmoeten
- apa = wat
- dari mana = waar kom je vandaan?
- nama sappa = hoe heet je?
- seng tau = ik weet het niet